# Могилянский, Андрей Александрович
Андре́й Алекса́ндрович Могиля́нский (англ. Andrew Mogilyansky, род. 1970) — американский бизнесмен и благотворитель, в сентябре 2009 года приговорённый к 8 годам и 1 месяцу тюрьмы за растление малолетних (признал свою вину).

## Биография
Родился в Ленинграде. В молодости вместе с отцом эмигрировал в США. Окончил Колумбийский университет, в США занимался бизнесом. Имел американское и российское гражданство. C женой и тремя детьми жил в Ричборо, близ Филадельфии.

### Предпринимательская деятельность
По данным ряда СМИ Могилянский владел компанией IFEX Global, занимавшейся продажей автомобилей. Также он продавал оборудование для пожаротушения, а также издавал справочник «Russian Yellow Pages», получая доход около 700 тыс. долл. в год. На 2006 год своё состояние он оценивал в 5,3 миллиона долларов.
В 1990-х годах Могилянский совместно с Дмитрием Гольдичем (заместителем министра курортов и туризма Крыма) вел бизнес в Крыму. В 1997 году Гольдич и Могилянский занимались крупными поставками норвежской сельди на один керченский завод и пожарного оборудования на одно харьковское предприятие. 18 сентября 1997 года Гольдич был убит. Подруга Гольдича заявила, что подозревает Могилянского в причастности к этому убийству.

### Благотворительная деятельность
Основатель Международного фонда помощи жертвам терактов («International Foundation for Terror Act Victims»). Благотворительный фонд начал свою деятельность в 2002 году, организовав сбор пожертвований для помощи пострадавшим во время Теракта на Дубровке. В 2004 году фонд собирал пожертвования для помощи пострадавшим во время террористического акта в Беслане. Сбор денежных пожертвований активно велся через интернет, для координации усилий в Живом Журнале было создано специальное ЖЖ-сообщество moscowhelp. В декабре 2004 года Могилянский выступил на Национальной конференции советского еврейства с рассказом о своей благотворительной деятельности. Как писала газета «Новое русское слово», Могилянский «был вхож в круг высокопоставленных чиновников и знаменитостей мирового масштаба». Фонд собрал более 1,1 млн долларов и оказал помощь пострадавшим в Беслане и на Дубровке. В частности, фонд оплатил поездку в США девочке, потерявшей глаз во время теракта в Беслане.

### Арест и суд
Могилянский был арестован в декабре 2008 года у себя в доме под Филадельфией, ему были предъявлены обвинения в организации притона и растлении малолетних. Суд отказался назначить ему домашний арест под залог в 100 тыс. долл. и гарантию передачи властям имущества на 3,2 млн долларов. В обвинительном заключении сообщалось, что «взрослые и несовершеннолетние женщины были размещены в одной из квартир в Москве, откуда регулярно доставлялись в другую столичную квартиру для вовлечения в коммерческие сексуальные акты с „клиентами“». Услуги проституток рекламировались через сайт («berenika.org») в интернете.
Согласно материалам следствия, в 2002—2004 годах Могилянский вступил в преступный сговор с гражданином России Андреем Тарасовым и иными лицами с целью организации в России притонов, куда в качестве проституток вовлекались также дети-сироты. Тарасов и его сообщники были осуждены в России в июле 2007 года. Преступная группа подбирала в основном детей-сирот, развозя их по притонам и продавая богатым клиентам. Сам Тарасов во время допроса рассказывал о Могилянском, что тот первоначально для организации притона дал кредит в 10 тыс. долларов и автомобиль для перевозки детей. Сотрудники иммиграционного ведомства США изъяли у Могилянского лэптоп с перепиской с Тарасовым и документ на автомобиль, в котором детей забирали из детдома и потом отвозили обратно. По информации телеканала NBC, Могилянский в 2004 году купил дом в Пенсильвании, в Ричборо, за 634 тыс. долларов, а в 2005 году вместе с родственниками купил ещё один — за 580 тыс. долларов.
Могилянскому грозило 30 лет тюремного заключения по каждому из трёх эпизодов и штраф в $ 1 млн. В апреле 2009 года Могилянский пошёл на сделку с правосудием, признав свою вину только в «секс-туризме» в обмен на смягчение наказания.
В декабре 2003 года в Санкт-Петербурге Могилянский, по его собственному признанию, вступил в сексуальные отношения с малолетними воспитанницами Колпинского детского дома № 27. Двум из них было по 13 лет, третьей — 14 лет (в день её рождения). В обмен Могилянский накормил их, а также дал деньги и подарки. По словам прокурора восточного округа Пенсильвании Лори Магид, Могилянский вступал с ними в половую связь для того, чтобы вовлечь их в проституцию. Две из них направили в американский суд письменные заявления, где говорилось, что до сих пор они испытывают психологические проблемы.
Федеральный судья Мэри Маклафлин, отметив, что «это серьёзное уголовное преступление», приговорила Могилянского к восьми годам и одному месяцу тюрьмы (максимальный срок за секс-туризм). По словам судьи, она «никогда ещё не выносила приговора никому, у кого было бы такое раздвоение личности». Также по решению суда Могилянский должен выплатить каждой из трёх потерпевших по 5 тысяч долларов, заплатить штраф в 12,5 тысяч долларов и после освобождения в течение 15 лет находиться под гласным надзором. Его жена Оксана говорила на суде, что Могилянский — «прекрасный отец, и что их трое малолетних дочерей будут без него тосковать».
Следственный комитет при прокуратуре Российской Федерации заявил, что наличие у Могилянского гражданства США делало невозможным его выдачу в Россию для привлечения к уголовной ответственности. По мнению бывшего депутата Государственной Думы Константина Борового, дело было сфабриковано по  просьбе ФСБ. 

## На свободе
По состоянию на 2016 год был освобождён. После освобождения заявил, что он невиновен и его «подставили путинские спецслужбы» за оппозиционную политическую деятельность. Британский таблоид Daily Mail писал, что Могилянский был связан с Александром Гольдфарбом из фонда олигарха Бориса Березовского. Daily Mail привела мнение Гольдфарба, который усомнился в вине Могилянского.
Могилянский был клиентом юридической фирмы Mossack Fonseca, его расходы на московские поездки проходили через одну из трёх его компаний. В 2014 году в Mossack Fonseca обнаружили, что у их клиента Могилянского плохая репутация, однако продолжили работать с ним.